# Коннов, Юрий Александрович
Ю́рий Алекса́ндрович Ко́ннов (род. 18 октября 1954, село Малая Грибановка, Воронежская область) — советский и российский работник сельского хозяйства, механизатор ООО «Россия-Агро» (Воронежская область), Герой Труда Российской Федерации (2013).

## Биография
Юрий Коннов родился 18 октября 1954 года в селе Малая Грибановка Грибановского района Воронежской области. После прохождения службы в армии, с июня 1974 года, он начал трудовую деятельность в должности механика колхоза «Память Ленина», а затем был переведен на должность бригадира тракторной бригады. С марта 1998 года и по настоящее время он работает механизатором в ООО «Россия-Агро». Общий стаж работы Коннова в сельскохозяйственной отрасли — 38 лет.
Он одним из первых в своем районе начал применять передовые технологии в земледелии. Кроме того, Коннов активно осваивает современную технику и совершенствует её — в частности, им сконструированы прицеп для перевозки соломы и сцепка для боронования свеклы, модернизирована сеялка для подсолнечника.
Трудовая династия Конновых — одна из самых знаменитых в Грибановском районе. Его сын Юрий и брат Михаил Александрович также трудятся в сельском хозяйстве.
1 мая 2013 года, указом Президента России Юрию Коннову присвоено звание Героя Труда Российской Федерации. На церемонии награждения, прошедшей в Константиновском дворце Санкт-Петербурга, Владимир Путин сказал о Коннове следующее:

С работой на земле связал свою жизнь Юрий Александрович Коннов, механизатор предприятия «Россия-Агро». Почти 39 лет, думаю, не будет преувеличением сказать, он вносит свой заметный, существенный выдающийся вклад в обеспечение продовольственной безопасности страны, ежегодно добивается высоких урожаев важнейших сельхозкультур. Любовь к земле, к своей профессии передавалась в семье из поколения в поколение.— Пресс-служба Президента России
С присвоением высокого звания Юрия Коннова также поздравил губернатор Воронежской области Алексей Гордеев, прислав поздравительную телеграмму.

## Награды
- Герой Труда Российской Федерации (1 мая 2013 года)
- Орден Трудовой Славы III степени (1983)
- Медаль «За труды по сельскому хозяйству» (14 июля 2009 года)[6]
- Заслуженный механизатор сельского хозяйства Российской Федерации (25 сентября 2004 года)[7]
- 2 почётные грамоты Министерства сельского хозяйства Российской Федерации (1998, 2002)